# Bert Scheunemann
Bert Scheunemann (* 13. April 1954 in Veendam) ist ein ehemaliger niederländischer Radrennfahrer.

## Sportliche Laufbahn
Scheunemann war im Straßenradsport aktiv. Er wurde 1974 in die Nationalmannschaft berufen. Er startete in der Österreich-Rundfahrt, gewann dort zwei Etappen und wurde 40. der Gesamtwertung. 1975 siegte er in der Tour of the Cotswolds in Großbritannien vor Pat McQuaid. Er bestritt den Grand Prix Guillaume Tell in jener Saison. Die Militämeisterschaft der Niederlande gewann er 1976. Dazu kam ein Etappensieg in der Tour of Scotland. 1977 gewann er drei Etappen im Milk Race und die Punktewertung. In Deutschland siegte Scheunemann im Eintagesrennen Rund um Köln. Auch in der Ronde van Zuid-Holland war er siegreich.
1978 wurde er Berufsfahrer im Radsportteam Bode Deuren-Shimano. Er konnte eine Etappe der Luxemburg-Rundfahrt gewinnen. Im Giro d’Italia 1980 startete Scheunemann für das deutsche Team Kondor und schied aus. In den Rennen der Monumente des Radsports war der 51. im Rennen Mailand–Sanremo 1980 sein bestes Resultat. 1982 beendete er seine Karriere als Radprofi.